# Skupina dvou dubů letních ve Třenici
Skupina dvou dubů letních ve Třenici je původně dvojice dvou památných dubů letních ve Třenici. V současnosti ale stojí již jen jeden, z druhého existuje pouze pařez, doba zániku není známa.
Dub roste na soukromé zahradě, přímo ke stromu se tak nelze dostat, vidět jej lze přesto velmi dobře, protože roste blízko plotu, který zahradu odděluje od přístupné louky.
Památný strom byl vyhlášen 1. 1. 1987. Dub je krásný strom s nízko založenou korunou, zdravotní stav je dobrý.

## Parametry stromu v roce 2012
- Výška: 19 m
- Obvod kmene: 3,29 m
- Výška koruny: 15 m
- Šířka koruny: 16 m[1]